# We'll Be Together
We'll Be Together è una canzone di Sting, estratta come primo singolo dal suo secondo album solista, ...Nothing Like the Sun  del 1987.
La registrazione originale includeva Eric Clapton alla chitarra, mentre nella versione inserita nell'album ed estratta come singolo compare Bryan Loren al suo posto. L'originale sarebbe successivamente stata inserita nella raccolta Fields of Gold: The Best of Sting 1984-1994. Per la canzone è stata composta anche una versione in lingua spagnola intitolata Si Estamos Juntos che è stata pubblicata nell'EP ...Nada como el sol.
Nel 2004, Sting ha cantato in alcuni concerti il pezzo dal vivo con Annie Lennox. I due hanno poi registrato assieme una nuova versione della canzone, che è in seguito apparsa nella colonna sonora del film Che pasticcio, Bridget Jones!.
Nella parte finale della canzone vengono usati alcuni versi di If You Love Somebody Set Them Free, singolo di Sting del 1985.

## Video musicale
Il video musicale della canzone, diretto da Mary Lambert, è stato ispirato dal film Orfeo del 1949. Il video include un'apparizione della futura moglie di Sting, Trudie Styler (la  Styler apparirà successivamente anche nel video di All This Time). Sting appare con indosso un maglione fatto in casa raffigurante i protagonisti del fumetto belga Le avventure di Tintin.
È stato premiato agli MTV Video Music Awards 1988 per la Miglior cinematografia in un video.

## Tracce
1. We'll Be Together
2. Conversation with a Dog

## Classifiche

### Classifiche settimanali
| Classifica (1987)             | Posizione massima |
| ----------------------------- | ----------------- |
| Australia                     | 13                |
| Canada                        | 9                 |
| Francia                       | 46                |
| Irlanda                       | 14                |
| Italia                        | 5                 |
| Nuova Zelanda                 | 22                |
| Paesi Bassi                   | 33                |
| Regno Unito                   | 41                |
| Spagna                        | 9                 |
| Stati Uniti                   | 7                 |
| Stati Uniti (mainstream rock) | 20                |
| Stati Uniti (R&B)             | 39                |

### Classifiche di fine anno
| Classifica (1987) | Posizione |
| ----------------- | --------- |
| Australia         | 152       |
| Canada            | 97        |
| Italia            | 34        |